# Liste der Verkehrsminister von Nordrhein-Westfalen
Liste der Verkehrsminister von Nordrhein-Westfalen seit 1946.
| Name                                                             | Amtsantritt                                   | Kabinett                 | Partei               |
| Minister für Verkehr                                             | Minister für Verkehr                          | Minister für Verkehr     | Minister für Verkehr |
| ---------------------------------------------------------------- | --------------------------------------------- | ------------------------ | -------------------- |
| Fritz Stricker                                                   | 29. August 1946 15. Dezember 1946             | Amelunxen I Amelunxen II | Zentrum              |
| Heinz Renner                                                     | 17. Juni 1947                                 | Arnold I                 | KPD                  |
| Karl Arnold                                                      | 5. April 1948                                 | Arnold I                 | CDU                  |
| Minister für Wirtschaft und Verkehr                              |                                               |                          |                      |
| Artur Sträter                                                    | 15. September 1950                            | Arnold II                | CDU                  |
| Friedrich Middelhauve                                            | 27. Juli 1954                                 | Arnold III               | FDP                  |
| Hermann Kohlhase                                                 | 20. Februar 1956                              | Steinhoff                | FDP                  |
| Minister für Wirtschaft, Mittelstand und Verkehr                 |                                               |                          |                      |
| Hans Lauscher                                                    | 21. Juli 1958                                 | Meyers I                 | CDU                  |
| Gerhard Kienbaum                                                 | 23. Juli 1962 25. Juli 1966                   | Meyers II Meyers III     | FDP                  |
| Bruno Gleitze                                                    | 8. Dezember 1966                              | Kühn I                   | SPD                  |
| Fritz Kaßmann                                                    | 18. September 1967                            | Kühn I                   | SPD                  |
| Horst Ludwig Riemer                                              | 28. Juli 1970 4. Juni 1975 20. September 1978 | Kühn II Kühn III Rau I   | FDP                  |
| Liselotte Funcke                                                 | 19. November 1979                             | Rau I                    | FDP                  |
| Reimut Jochimsen                                                 | 29. Mai 1980                                  | Rau II                   | SPD                  |
| Minister für Stadtentwicklung, Wohnen und Verkehr                |                                               |                          |                      |
| Christoph Zöpel                                                  | 30. Mai 1985                                  | Rau III                  | SPD                  |
| Minister für Stadtentwicklung und Verkehr                        |                                               |                          |                      |
| Franz-Josef Kniola                                               | 12. Juni 1990                                 | Rau IV                   | SPD                  |
| Minister für Wirtschaft und Mittelstand, Technologie und Verkehr |                                               |                          |                      |
| Wolfgang Clement                                                 | 17. Juli 1995                                 | Rau V                    | SPD                  |
| Bodo Hombach                                                     | 17. Juni 1998                                 | Clement I                | SPD                  |
| Peer Steinbrück                                                  | 27. Oktober 1998                              | Clement I                | SPD                  |
| Ernst Schwanhold                                                 | 21. Februar 2000                              | Clement I                | SPD                  |
| Minister für Wirtschaft und Mittelstand, Energie und Verkehr     |                                               |                          |                      |
| Ernst Schwanhold                                                 | 27. Juni 2000                                 | Clement II               | SPD                  |
| Minister für Verkehr, Energie und Landesplanung                  |                                               |                          |                      |
| Axel Horstmann                                                   | 12. November 2002                             | Steinbrück               | SPD                  |
| Minister für Bauen und Verkehr                                   |                                               |                          |                      |
| Oliver Wittke                                                    | 24. Juni 2005                                 | Rüttgers                 | CDU                  |
| Lutz Lienenkämper                                                | 3. März 2009                                  | Rüttgers                 | CDU                  |
| Minister für Wirtschaft, Energie, Bauen, Wohnen und Verkehr      |                                               |                          |                      |
| Harry Voigtsberger                                               | 15. Juli 2010                                 | Kraft I                  | SPD                  |
| Minister für Bauen, Wohnen, Stadtentwicklung und Verkehr         |                                               |                          |                      |
| Michael Groschek                                                 | 21. Juni 2012                                 | Kraft II                 | SPD                  |
| Minister für Verkehr                                             |                                               |                          |                      |
| Hendrik Wüst                                                     | 30. Juni 2017                                 | Laschet                  | CDU                  |
| Ina Brandes                                                      | 28. Oktober 2021                              | Wüst I                   | CDU                  |
| Minister für Umwelt, Naturschutz und Verkehr                     |                                               |                          |                      |
| Oliver Krischer                                                  | 29. Juni 2022                                 | Wüst II                  | Grüne                |